# Pedro Lombardía
Pedro Lombardía Díaz (Cordova, 14 agosto 1930 – Pamplona, 28 aprile 1986) è stato un giurista spagnolo.

## Studi
Suo padre morì durante la guerra civile spagnola e la sua famiglia soffrì diverse difficoltà economiche. Studiò Giurisprudenza all’Università di Granada. Negli anni universitari conobbe l’Opus Dei e decise di entrarvi come membro numerario. Nel 1949 si trasferì a Roma, dove visse tre anni studiando Diritto canonico all’Angelicum. Nel 1953 tornò in Spagna, all’Università di Navarra, dove iniziò ad insegnare Diritto canonico.

## Attività accademica
Fu professore di Diritto canonico e Diritto ecclesiastico presso l’Università di Navarra e l’Università Complutense di Madrid. Inoltre fu presidente dell’Associazione internazionale per lo studio del diritto canonico e consulente della Commissione pontificia per la revisione del Codice di Diritto canonico.
Nel 1961 è stato tra i fondatori della rivista Ius Canonicum, nel 1985 fu fondatore e primo direttore dell'Anuario de Derecho Eclesiástico del Estado e autore di numerose ricerche e pubblicazioni.
Come canonista, la principale preoccupazione di Lombardía fu il rinnovamento metodologico della scienza canonica.
Nei primi anni della sua vita accademica, Lombardía seguì i postulati della scuola canonistica italiana, rappresentata tra gli altri da Del Giudice, D’Avack, Scavo Lombardo, Giacchi, Dossetti, Fedele, Petroncelli, Gismondi, De Luca, Olivero. Questa scuola propugnava una modernizzazione metodologica del diritto canonico basata sull’adozione di una prospettiva sistematica, fortemente influenzata dalle teorie di Santi Romano sull’ordinamento giuridico.
Sebbene, come si è detto, nella prima fase della sua carriera accademica Lombardia sia stato fortemente influenzato dai postulati della scuola italiana (come si evince dalla sua prima opera intitolata Contribución a la Teoría de la Persona Física en el Ordenamiento Canónico), ben presto abbandonò questa posizione perché comprese che la teoria della Canonizatio faceva dipendere l’obbligatorietà giuridica del diritto divino dalla volontà umana e si nutriva di un positivismo non del tutto compatibile con le peculiarità del diritto canonico.
Con questo obiettivo in mente, Lombardía iniziò a dare forma a un nuovo approccio al diritto canonico che permeò tutto il suo insegnamento e i suoi scritti accademici. Ben presto Lombardia raccolse attorno a sé un certo numero di giovani canonisti che condividevano la sua preoccupazione per il rinnovamento metodologico del diritto canonico e formarono quella che oggi è nota come Scuola di Lombardía. Tra i principali esponenti della Scuola di Lombardía si ricordano Javier Hervada (considerato uno dei due cofondatori della scuola), Alberto de la Hera, José Antonio Souto Paz, Juan Fornés, Pedro Juan Viladrich, Víctor Reina, José M. González del Valle, Gregorio Delgado, Iván C. Ibán, Pedro Antonio Perlado e María José Ciaurriz.
Un aspetto importante dell’opera di Pedro Lombardía è l’insistenza sulla necessità di integrare la visione tradizionale del diritto canonico come disciplina o insieme di mandati dell’autorità e dei doveri dei fedeli, con una nuova prospettiva incentrata sulla libertà e sui diritti dei fedeli. Quest’ultimo aspetto è, secondo Lombardía, di diritto divino. La preoccupazione di Lombardía per la libertà e i diritti dei fedeli si è tradotta nell’interesse per i diritti fondamentali dei fedeli, che è proseguito nell’opera dei suoi discepoli.
È importante sottolineare anche gli studi di Lombardía sulla persona fisica nel Diritto canonico e la sua tesi sulla necessità di abbandonare la concezione stereotipata della Chiesa per una basata sul principio dell’uguaglianza fondamentale dei fedeli, prima che sulla differenza di funzioni.
Oltre ai suoi contributi al Diritto canonico, Lombardía ha svolto un ruolo di primo piano nel consolidamento della scienza del Diritto ecclesiastico statale. I suoi principali contributi a questa disciplina sono il manuale di Diritto Ecclesiastico pubblicato a Pamplona e la fondazione dell’Annuario di Diritto Ecclesiastico dell’Università Complutense.